# Люкшудья (деревня)
Люкшудья (удм. Куӵо) — деревня в Завьяловском районе Удмуртии, входит в Шабердинское сельское поселение. Находится в 17 км к северо-западу от центра Ижевска.
Якшур-Бодьинский район Удмуртская республика Люкшудья
деревня. Координаты:57.012621 53.039598. Население:977(на 2024 год